# 罗卡达尔切
罗卡达尔切（義大利語：Rocca d'Arce），是意大利弗罗西诺内省的一个市镇。总面积11.78平方公里，人口1006人，人口密度85.4人/平方公里（2009年）。ISTAT代码为060059。